# Fil coupé

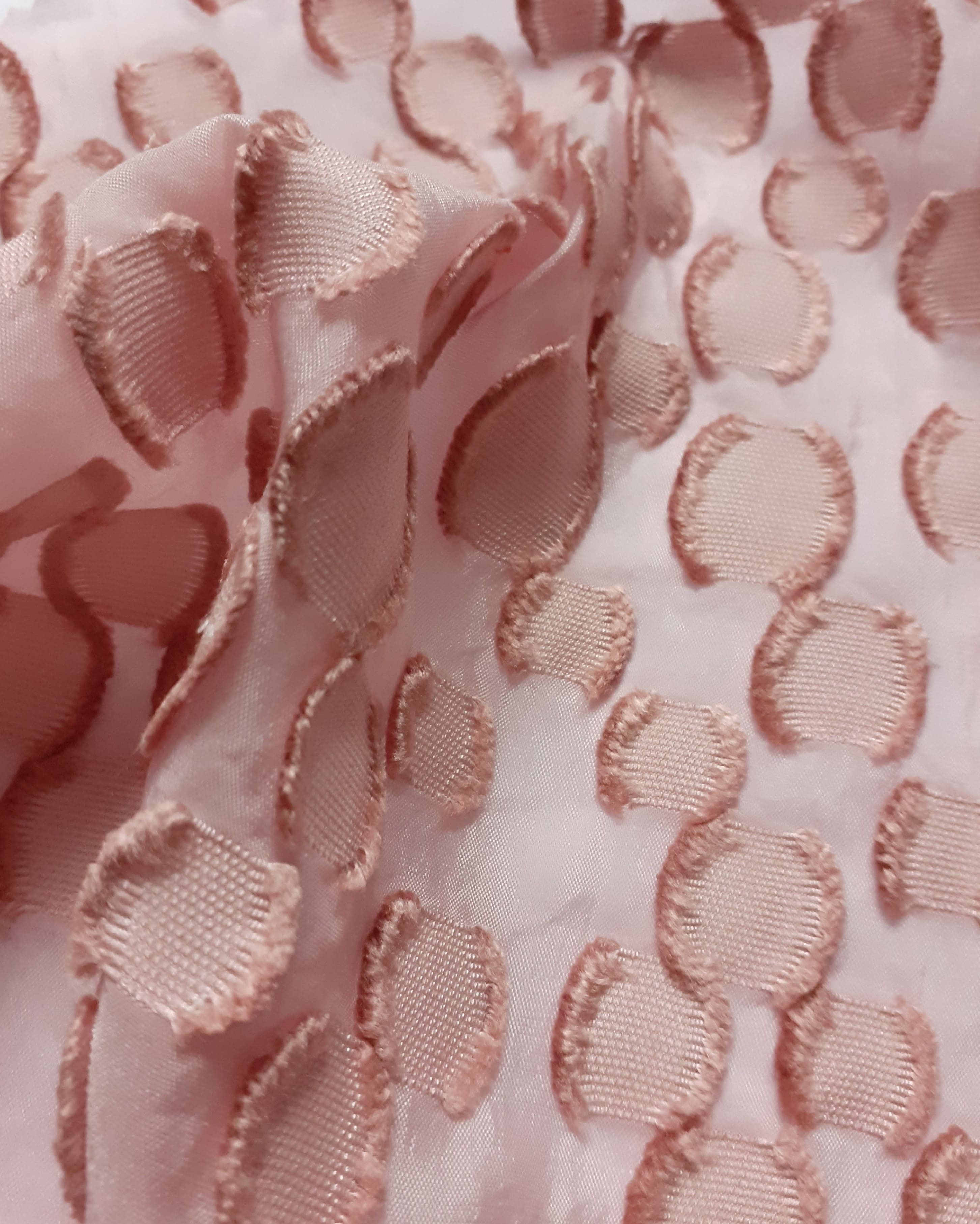
fil coupé

Il fil coupé (in francese "filo tagliato") è un tessuto; il suo nome fa riferimento alla tecnologia utilizzata per la sua fabbricazione, che genera un effetto a rilievo.

## Caratteristiche
Il fil coupé è considerato un tessuto Jacquard. Grazie a tale tecnica i tessuti possono essere impreziositi da disegni particolari realizzati attraverso la cimatura; è possibile aggiungere colorazioni differenti, giochi di trasparenze o volumi, pur mantenendo la caratteristica leggerezza della stoffa.
Il fil coupé viene considerato un tessuto pregiato proprio per la sua tecnica di lavorazione a cura del tessitore, che deve essere estremamente accurato e preciso durante la sua realizzazione.
Per la costruzione di questo tessuto viene utilizzato il telaio jacquard inserendo fili supplementari che possono essere direzionati in senso ordito o in senso trama e che dopo la fase di tessitura vengono sottoposti a taglio. Il taglio dei fili può essere irregolare e creare un particolare effetto tridimensionale di fitta frangiatura.
Il fil coupé è stato protagonista delle sfilate autunno-inverno 2018-2019 in capi eleganti e camicie romantiche con stampe etniche e raffinate.